# Acalypha longistipularis
Acalypha longistipularis é uma espécie de flor do gênero Acalypha, pertencente à família Euphorbiaceae.